# Fruta de horno de Tlayacapan
La Fruta de horno de Tlayacapan es un conjunto de productos de repostería, elaborados de manera tradicional y familiar en el municipio de Tlayacapan en el estado de Morelos, México. Se estima que tenga su origen de un desprendimiento de la panadería española y francesa, en donde los habitantes la acoplaron a los gustos y necesidades de la población.
Su peculiaridad consiste en tener un fuerte arraigo cultural entre sus habitantes, participando en muchos eventos religiosos y sociales dentro de la comunidad como en caso del Chinelo o en los recibimientos de imágenes religiosas. También es costumbre en las bodas civiles de los pobladores, en donde el novio es el encargado de llevarlas a la casa de la novia para la celebración con los invitados.
En las festividades de día de muertos, como en todo el país, el pan juega una simbología importante en las ofrendas de los santos difuntos, en la comunidad de Tlayacapan se acostumbra poner también fruta de horno, en recuerdo de todo aquello que el difunto disfrutó en vida.